# Julian Onderdonk
Julian Onderdonk, född den 30 juli 1882, död den 27 oktober 1922, var en amerikansk målare från San Antonio, Texas. Han var impressionist. USA:s president George W. Bush satte upp tre av Onderdonks målningar i det Ovala rummet. Konstmuseet i Dallas Dallas Museum of Art har flera rum med bara Onderdonks målningar.